# Enneapterygius larsonae
Enneapterygius larsonae és una espècie de peix de la família dels tripterígids i de l'ordre dels perciformes.

## Morfologia
- Els mascles poden assolir 3,5 cm de longitud total.[1][2]

## Hàbitat
És un peix marí de clima tropical que viu fins als 12 m de fondària.

## Distribució geogràfica
Es troba a Papua Nova Guinea i Austràlia.